# Başkale
Başkale (Elbak en kurd, antigament Adamakert en armeni) és un districte i una vila de Turquia, situada al sud-est de la província de Van. Segons el cens del 2011, la població total del districte és de 64.216 habitants, dels quals 13.855 habitants corresponen a la vila o districte central. La gran majoria de la població és kurda.

## Etimologia
Antigament Elbak, la vila prengué el nom de Başkale («al cim de la vall», en turc) el 1923 amb la creació de la República de Turquia.

## Geografia física
La vila està situada a 2.460 metres d'altitud, en el massís del Vandoğusu (Vandoğusu Dağları). Està dominada pel cim de l'Ispiriz Dağı (3.668 m). Situada a menys de 25 km de la frontera amb l'Iran (de la qual la separa el massís del que està separat pel massís del Yiğit Dağı), la vila de Başkale està situada en el curs del riu Başkale, afluent del riu Cığlı (Cığlı Suyu)

## Història
Adamakert o Hadamakert fou una ciutat antiga d'Armènia, capital de l'Albag, al Gran Albag, a l'oest del districte i del riu Albaq.
La ciutat va ser fundada pels urartians amb el nom d'Adamma. Des del segle ii aC va ser coneguda en armeni com a Adamakert (Ադամակերտ) i era la principal fortalesa del districte de Metz Aghbak a l'Armènia Sofene. Des del 385, s'alternaren en el control de la zona els parts i els romans. Al segle iii, l'Imperi Sassànida va prendre el control del districte dels romans.
Després de la partició de l'Imperi Romà, l'Imperi Romà d'Orient va prendre el control al segle vi. El 654, la zona va passar a mans dels àrabs. En el període de govern dels arsàcides i bagràtides, Adamakert fou recuperada pel Regne d'Armènia als àrabis i perses. Durant el període arsàcida, Adamakert formà part del districte armeni d'Aghbak i era una possessió de la dinastia Arzerúnia de Baspracània. El cronista del segle x Tovmas Artzruni, va escriure que aquesta dinastia tenia el seu origen en aquesta regió i menciona la ciutat-fortalesa d'Adamakert com a residència de la dinastia (es creu que es trobava a l'actual Başkale)
Després de la batalla de Mantziciert en 1071, el control va passar a mans de l'Imperi Seljúcida. Passat el 1100, el beylik dels Ahlatxah (Sökmenoğulları) va controlar la zona. Després d'un breu període de control aiúbida i de l'atac mongol de 1245, la regió passà a mans del Soldanat de Rum, l'Il-kanat i Tamerlà. Quan aquest últim fou derrocat, el 1386, per la federació de tribus turcmanes dels Qara Qoyunlu, els safàvides van prendre el control a principis del segle xvi. Quan Selim I va derrotar els safàvides en la Batalla de Çaldıran, Van i la seva rodalia passaren a formar part de l'Imperi Otomà, però el control va retornar a mans safàvides un cert temps després de la Batalla de Çaldıran. En 1548, durant el període de Solimà I el Magnífic, l'Imperi Otomà, finalment, prengué el control total de la zona.
El 1829, l'orientalista alemany Friedrich Eduard Schulz fou assassinat prop de Başkale, junt amb els seus servents. Schultz havia estat viatjant a la zona des del 1827, i va trobar proves de l'existència de la cultura d'Urartu. Başkale va esdevenir la ciutat capital d'Elbak, kaza del sanjak de Kakkari, a la wilaya otomana de Van. Després de la constitució de la república de Turquia en 1923, el seu nom va ser canviat a Başkale i va passar a formar part de la província de Van.
Els armenis de Başkale foren deportats i massacrats per part de kurds i turcs durant el genocidi armeni (aproximadament 1915-1918).